# Trigonodes caunindana
Trigonodes caunindana là một loài bướm đêm trong họ Noctuidae.